# Okrężnica poprzeczna

Okrężnica poprzeczna zaznaczona numerem 2

Okrężnica poprzeczna, poprzecznica (łac. colon transversum) – w anatomii człowieka część okrężnicy, rozpoczynająca się przy zgięciu prawym (wątrobowym), pod prawym płatem wątroby jako przedłużenie okrężnicy wstępującej. Biegnie poprzecznie, łukowato wygięta w dół, w kierunku zgięcia lewego (śledzionowego) w pobliżu śledziony, gdzie przechodzi w okrężnicę zstępującą. Jej długość jest bardzo zmienna osobniczo, może wynosić od 30 do 85 cm, przeciętnie 50–60 cm. Zawieszona jest na krezce otrzewnej.